# Plaho-Petrivka, Bilokurakîne
Plaho-Petrivka (în ucraineană Плахо-Петрівка) este un sat în comuna Prostore din raionul Bilokurakîne, regiunea Luhansk, Ucraina.

## Demografie
Componența lingvistică a localității Plaho-Petrivka
     Ucraineană (95,65%)
     Rusă (4,35%)
Conform recensământului din 2001, majoritatea populației localității Plaho-Petrivka era vorbitoare de ucraineană (95,65%), existând în minoritate și vorbitori de rusă (4,35%).